# Charles Jooris
Ne doit pas être confondu avec Charles Joris.
Charles Jooris est un footballeur belge né le 15 octobre 1900 à Watermael-Boitsfort  et décédé le 13 janvier 1975
Il est attaquant au Royal Racing Club de Bruxelles où il débute en équipe première en 1921. Son efficacité offensive est très vite évidente: il termine  meilleur buteur du Championnat de Belgique en 1924 avec un total de 18 buts. Mais cela ne permet pas d'empêcher son équipe de plonger en division inférieure en 1925. Champion de Division 2 en 1926, le club revient parmi l'élite pour quelques années. Charles Jooris marque au total, 76 buts en 120 matches de division 1 avec le Racing. En 1928, il rejoint le club voisin du Royal Léopold Club de Bruxelles qui évolue alors en Division 2. Il y termine sa carrière en 1931.

## Palmarès
- Meilleur buteur du Championnat de Belgique en 1924  (18 buts)
- Champion de Belgique D2 en 1926 avec le R Racing Club Bruxelles